# ویلارد (نیومکزیکو)
ویلارد (به انگلیسی: Willard) یک روستا (ایالات متحده آمریکا) در ایالات متحده آمریکا است که در شهرستان تارنس، نیومکزیکو واقع شده‌است.
 ویلارد ۲٫۳۹ کیلومتر مربع مساحت و ۲۵۳ نفر جمعیت دارد و ۱٬۸۵۹ متر بالاتر از سطح دریا واقع شده‌است.